# Hans Hildebrand (Politiker)
Hans Hildebrand (* 26. Mai 1889 in Dettum; † 18. August 1975 in Braunschweig) war ein deutscher Politiker (FDP) und Abgeordneter des Ernannten Braunschweigischen Landtages.
Hildebrand arbeitete als Schlossermeister. Er war vom 21. Februar 1946 bis 21. November 1946 Mitglied des Ernannten Braunschweigischen Landtages.